# Canteleux
Canteleux is een voormalige gemeente in het Franse departement Pas-de-Calais (regio Hauts-de-France) en telt 16 inwoners (2009). De plaats maakt sinds 2019 deel uit van de gemeente Bonnières in het arrondissement Arras.

## Geografie
De oppervlakte van Canteleux bedraagt 3,6 km², de bevolkingsdichtheid is dus 4,4 inwoners per km².
De onderstaande kaart toont de ligging van Canteleux met de belangrijkste infrastructuur en aangrenzende gemeenten.

## Demografie
Onderstaande figuur toont het verloop van het inwonertal.